# دهستان آواجیق شمالی
دهستان آواجیق شمالی نام دهستانی در بخش دشتک شهرستان چالدران، استان آذربایجان غربی در ایران است. 
براساس سرشماری مرکز آمار ایران در سال ۱۳۹۵، جمعیت این دهستان برابر با ۲٬۹۷۵ نفر (۸۴۷ خانوار) بوده‌است. 